# کشیش کاتولیک رومی

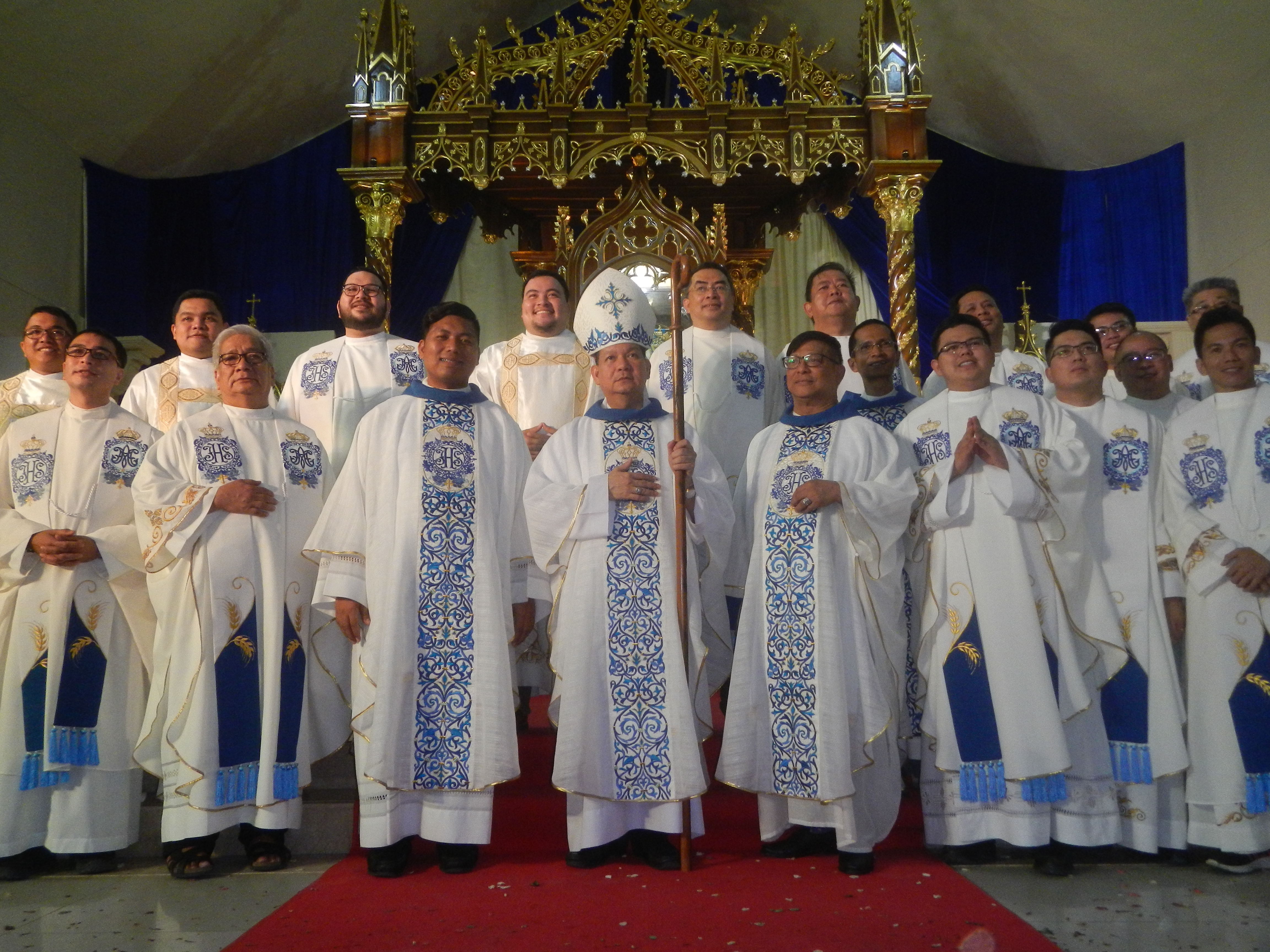
گروهی از کشیش‌ها و یک اسقف در فیلیپین، ۲۰۱۹

کشیش کاتولیک رومی (انگلیسی: Priesthood in the Catholic Church)  کشیشانی هستند که با دستورهای مقدس کلیسای کاتولیک مأمور شده‌اند. از نظر فنی، اسقف‌ها نیز یک در یک نظم کشیشی هستند. با این حال، در اصطلاح عامیانه، کشیش فقط به پرسبیترها و کشیشان (محلی) اشاره دارد.